# César Barros
César Jorge Barros Montero (6 de agosto de 1949) es un agrónomo, economista, académico, empresario y dirigente gremial chileno, expresidente de la minorista Empresas La Polar.

## Primeros años de vida
Nacido como hijo del matrimonio conformado por César Barros Luther y María Teresa Montero Schmidt, fue sobrino nieto, por lado materno, del presidente de Chile 1931-1932, Juan Esteban Montero. Entre sus hermanos se cuenta Ramón, agrónomo y diputado de la República.
Estudió en el Colegio del Verbo Divino de la capital, donde fue contemporáneo de Sebastián Piñera, presidente del país 2010-2014. Egresó en 1966, tras lo cual se incorporó a la Pontificia Universidad Católica (PUC), donde estudió la carrera de agronomía.
Su interés por la economía agraria lo llevó a la Universidad de Stanford, en Estados Unidos, donde, entre 1974 y 1977, cursaría un máster y un doctorado en economía.
De vuelta en Chile se instaló como profesor en la misma PUC.

## Vida laboral
Su primer empleador en el sector privado fue el empresario José Said en el Banco del Trabajo. Luego se trasladó al Banco Urquijo, adquirido después por el Grupo Security y hoy por el Grupo Matte. En 1986 se asoció con Beltrán Urenda y sus hijos para formar una corredora de bolsa. En 1992 formó en conjunto con Cristián Correa la consultora Fit Research, de la cual fue miembro hasta 2005, cuando vendió su parte a sus socios Carlos Fell, Manuel Bengolea, Santiago Pollman y León Dobry. Ese mismo año pasó a encabezar la recién formada Bolsa de Productos de Chile.
En 2006 fue elegido presidente de Asociación de la Industria del Salmón de Chile (SalmonChile), cargo al que llegó propuesto por el empresario Víctor Hugo Pucci y en el que debió encarar la grave crisis gatillada por la aparición del virus ISA. Dejó esta responsabilidad a mediados de 2011 luego de asumir en Empresas La Polar en medio del escándalo desencadenado por la reprogramación unilateral de créditos a sus clientes.
Ha sido director de Blanco y Negro, Viña Santa Rita y Empresas Iansa, entre otras sociedades. Hoy es director de diversas sociedades ligadas al agro y la construcción. También ha destacado como columnista de medios de comunicación como Estrategia, La Tercera y Qué Pasa.
Junto con su familia posee campos en Chépica y Valdivia donde produce vinos y semillas, además posee campos ganaderos en la Región de los Ríos.
Es capitán de reserva del Ejército de Chile, socio activo del Club de Rodeo Chileno de Los Lagos y de la Asociación de Criadores de Caballos Chilenos de Valdivia.